# Esterházy Péter és Gitta Könyvtár
Az Esterházy Péter és Gitta Könyvtár egy 2022-ben megnyitott könyvtár Budapesten.
A 2022. évi Magyar Kultúra Napja előtti napon (január 21.) került sor a Magyarországi Evangélikus Egyház Üllői úti székházában kialakított könyvtár ünnepélyes megnyitására (Szentkirályi u. 51). Esterházy Péter kézirat-hagyatékát örökösei a Berlini Művészeti Akadémián helyezték el, melynek az író 1998-tól haláláig tagja volt. 
Az író több mint 12 ezer kötetes könyvtárát az örökösök az Evangélikus Országos Gyűjtemény e célra kialakított helyiségében helyezték el. A különgyűjtemény tartalmazza az író családi könyvtárát, valamint könyveinek  hazai és idegen nyelven kiadott példányait, köztük számos dedikált, egyedi példányt. A könyvek jegyzéke az Evangélikus Országos Könyvtár integrált katalógusában hozzáférhető, illetve a könyvállomány a látogatási rendhez igazodóan a helyszínen kutatható.
A könyvtár megnyitásáról a helyi és országos sajtó részletesen tudósított.